# Hinter Gittern/Staffel 13
Dieser Artikel enthält alle Episoden der 13. Staffel der deutschen Fernsehserie Hinter Gittern, sortiert nach der Erstausstrahlung. Sie wurden vom 14. Juni 2004 bis zum 20. Dezember 2004 auf dem deutschen Sender RTL gesendet.

## Episoden
| Nr. (ges.) | Nr. (St.) | Originaltitel                 | Zusammenfassung | Erstausstrahlung D |
| ---------- | --------- | ----------------------------- | --- | ------------------ |
| 307        | 1         | Crash                         | Peter erwischt Ming Lhai, wie sie sich aus finanzieller Notlage mit Edgar prostituiert. Hendrik verursacht einen Autounfall mit Trunkenheit am Steuer, schiebt dies jedoch auf seine ebenfalls angetrunkene Frau Britta, die nach dem Unfall unter einer Amnesie leidet. | 14. Juni 2004      |
| 308        | 2         | Expandiert                    | Ines wird nach Reutlitz inhaftiert und beginnt, mit Walter und Mel aus der JVA zu fliehen, jedoch scheitert ihr Plan. Paula Vogel wird ebenfalls nach Reutlitz inhaftiert, die für ihren Körper eigene Ansprüche hat. Brittas Erinnerungen kehren zurück, doch Hendrik hat sie in der Hand und will die Schuld des Unfalls Britta in die Schuhe schieben. Britta verliert die Nerven und will Hendrik überfahren. Daraufhin wird sie festgenommen. | 21. Juni 2004      |
| 309        | 3         | Tödliche Falle                | Ines wird von Gomulka unter Druck gesetzt: Wenn sie Walter nicht umbringt, wird sie sterben. Walter wird daraufhin Opfer eines Attentates von Ines. Ilse, Jeanette und Sascha wollen eine Knastzeitung auf die Beine stellen. | 28. Juni 2004      |
| 310        | 4         | Quartett im Bett              | Walter ist eifersüchtig, nachdem Sascha mit Ines geschlafen hat. Sascha hingegen glaubt, dass Kerstin eine Beziehung mit David führt, sie wird jedoch eines Besseren belehrt. | 5. Juli 2004       |
| 311        | 5         | Ich mach dich fertig          | Britta kommt nach Reutlitz und wird dort von ihrem Ex-Mann tyrannisiert. Hendrik zwingt ihr schließlich ihren Versetzungsantrag auf. Ilse findet Frau Overbergs Handy mit vertraulichen Informationen. Kerstin legt sich mit Frau Overberg an. | 12. Juli 2004      |
| 312        | 6         | Liebe ist stärker als der Tod | Kalle nimmt Birgit als Geisel und macht sie für den Zustand von Nancy verantwortlich. Durch die Geiselnahme und Miriams späten Eingriff verliert Birgit ihr ungeborenes Baby. Kalle wird nach Preekow verlegt. Kerstin spritzt Sascha ein Mittel, das sie für tot erscheinen lässt. So wird sie als Leiche aus Reutlitz abtransportiert und beginnt mit Kerstin nun unter falschem Namen ein neues Leben.                                          | 19. Juli 2004      |
| 312a       | 6a        | Die Rückkehr der Jutta A.     | Jutta will Birgit besuchen und kehrt dazu nach Deutschland zurück. In Reutlitz angekommen merkt sie, dass Birgit krankgeschrieben ist, allerdings trifft sie auf Walter, mit der sie ihre gemeinsame Vergangenheit in Reutlitz bezüglich der Tyranneien von Jörg Baumann Revue passieren lässt. | 26. Juli 2004      |
| 313        | 7         | Blutspuren                    | Jutta stattet Birgit einen Besuch ab. Walter erfährt vom Tod ihres Bruders. Walter entführt die neue Praktikantin Annika Jesske, mit der Trude ein Problem zu haben scheint, und flieht durch den Schacht. Ines will ebenfalls fliehen, sie wird jedoch von Edgar aufgespürt. | 26. Juli 2004      |
| 314        | 8         | Vendetta                      | Mel beginnt, für ihren Job zu spitzeln. Es stellt sich heraus, dass Annika nicht ohne Grund ein Praktikum in Reutlitz macht und mit Andrea gemeinsame Sache macht. Walter bekommt auf ihrer Flucht Hilfe von Johnny Matthiesen. Als Walter auf Gomulka trifft, erschießt Johnny ihn. | 2. Aug. 2004       |
| 315        | 9         | Falscher Fuffziger            | Melanie macht Annika und Andrea das Geldwäschegeschäft streitig, so sorgt Annika dafür, dass Melanie auf Station C verlegt wird. Mike bekommt Probleme mit einem Kredithai. Johnny und Walter erfüllen Andreas seinen letzten Wunsch. Fisch wird auf Station C von Brock gequält. | 9. Aug. 2004       |
| 316        | 10        | Blütenträume                  | Brock tyrannisiert Mel und Fisch auf der Station C. Eine neue Köchin beginnt in Reutlitz. Trude öffnet sich Annika, worauf sie Gewissensbisse bei ihren illegalen Machenschaften bekommt. | 16. Aug. 2004      |
| 317        | 11        | Blackout                      | Fisch und Mel überwältigen Brock, sorgen für einen Stromausfall und wollen aus Reutlitz fliehen. Zeitgleich schleust sich Walter ins Gefängnis ein, um Ines zum Mord an ihren Bruder zur Rede zu stellen. Beide Pläne misslingen. | 23. Aug. 2004      |
| 318        | 12        | Finstere Rache                | Mel und Fisch schaffen es nicht, zu fliehen. Fisch berichtet von Brocks Machenschaften, zunächst wird ihr jedoch kein Glauben geschenkt. Walter erfährt, dass Ines einen Mordanschlag auf sie verübt hat und glaubt nun fest daran, dass Ines ihren Bruder ermordet hat. Walter stellt sich im Gefängnis und sorgt dafür, dass Ines nicht fliehen kann.                                                                                            | 30. Aug. 2004      |
| 319        | 13        | Blinder Eifer                 | Uschi kämpft für Fisch und sorgt dafür, dass die Station C geschlossen wird. Dafür setzt sie jedoch ihre Ehe aufs Spiel. Steffi erfährt, dass ihre Tochter ins Jugendheim kommt. | 6. Sep. 2004       |
| 320        | 14        | Pakt mit dem Teufel           | Steffi wird von Edgar bedrängt und nur ihr HIV-Outing hält ihn davon ab, sie zu vergewaltigen. Frau Overberg glaubt jedoch weder Fisch noch Steffi. Steffi ist verzweifelt. Lorenz trennt sich von Uschi. Hendrik und Annika beginnen eine Liebelei. | 20. Sep. 2004      |
| 321        | 15        | Baby Blues                    | Steffi lässt sich in eine andere JVA nach München versetzen, um näher bei Minnie und ihrer Pflegefamilie zu sein. Fisch macht dies sehr zu schaffen. Während Mike glaubt, dass Mel den Wunsch hat, ein Kind mit Mike in Freiheit zu bekommen, will Mel einfach nur abhauen. Dies misslingt ihr. | 27. Sep. 2004      |
| 322        | 16        | Doppelagentin                 | Annika, die mit Hendrik eine Affäre pflegt, sorgt für eine Intrige gegen Hendriks Ex-Ehefrau Britta. Fisch beginnt mit ihrer Konfisseur-Lehre bei David. | 4. Okt. 2004       |
| 323        | 17        | Abschiedsschmerz              | Fischs Vater erleidet einen Herzinfarkt und Fischs Mutter verlässt daraufhin Deutschland. Fisch ist mit der Situation vollends überfordert. Ines kommt als lebenslang wegen Mordes verurteilte Täterin nach Reutlitz zurück und erkennt, dass die Frauen hinter Walter stehen. | 11. Okt. 2004      |
| 324        | 18        | Zwei sind einer zu viel       | Ines verfolgt den Plan, die anderen Frauen gegen Walter auszuspielen, doch sie hat die Rechnung ohne Walter gemacht. Jeanette lässt sich kurz vor ihrer Entlassung wieder auf ihren ehemaligen Liebhaber Toni ein. | 18. Okt. 2004      |
| 325        | 19        | Rosenkrieg                    | Annika erkennt, dass Hendrik nur auf ihr Geld aus war und beginnt nun, mit Britta einen Plan zu schmieden, wie sie Hendrik ins Gefängnis bringen können. Hendrik soll bei einem illegalen Glücksspiel, welches in dem Laden von Jeanette, die davon ahnungslos ist, stattfindet, von der Polizei festgenommen werden, doch er schafft es, unentdeckt zu entkommen.                                                                                 | 25. Okt. 2004      |
| 326        | 20        | Uschi sieht rot               | Fisch verursacht mit ihrer Trunksucht den Abbruch der Konditoreiausbildung von allen Beteiligten. Uschi nimmt an, dass Lorenz und Jutta eine Beziehung führen und will beide nun im Affekt umbringen. Jutta zeigt Uschi daraufhin an, Lorenz verlässt die Stadt und Uschi wird verhaftet. | 8. Nov. 2004       |
| 327        | 21        | Prost                         | Die Anstaltsleitung entlarvt Kim als Alkoholdealerin, während Hendrik mit einem blauen Auge davon kommt. Fischs Zustand ist weiterhin kritisch. | 15. Nov. 2004      |
| 328        | 22        | Kampf um die Kinder           | Hendrik kämpft mit unfairen Mitteln, um zu verhindern, dass Erik und Sebastian zu ihren Großeltern nach Florida kommen. Als sein Plan scheitert, startet er einen Vergewaltigungsversuch an Britta, welcher von Walter gestoppt werden kann. Uschi wird wieder inhaftiert, nachdem herausgekommen ist, dass Lorenz ihre Atteste gefälscht hat. | 22. Nov. 2004      |
| 329        | 23        | Der Hauch des Todes           | Natascha Sanin wird in Reutlitz inhaftiert und genießt diverse Privilegien, die Walter ihr jedoch untersagt. Um sich an Walter zu rächen, bringt Natascha Ines um und lässt Walter mit der blutigen Ines zurück, sodass es so aussieht, als hätte Walter Ines ermordet. | 29. Nov. 2004      |
| 330        | 24        | Ringkampf                     | Britta und David beginnen eine Affäre. Walter steht unter Mordverdacht und will Natascha mit Hilfe ihres Rings als Mordwaffe als wahre Täterin überführen, doch Natascha verhindert dies. So wendet sich nun auch Jutta von Walter ab. | 6. Dez. 2004       |
| 331        | 25        | Tag der Abrechnung            | Mit einem Trick und einem Aufnahmegerät schafft Britta es, ihre Unschuld zu beweisen und Hendrik hinter Gittern zu bringen. Doch zuvor nimmt Hendrik Britta als Geisel, wird jedoch vom SEK überwältigt. Annika und Natascha treffen wieder aufeinander. | 13. Dez. 2004      |
| 332        | 26        | Zahltag                       | Annikas und Andreas Machenschaften werden von Jutta aufgedeckt. Während Annika festgenommen wird, kann Andrea fliehen, doch dann kommt ihr Nataschas Helfer in die Quere. Sowohl Miriam als auch Jutta wird von Dr. Kaltenbach gekündigt. | 20. Dez. 2004      |

### Sonderfolge 312a: Die Rückkehr der Jutta A.
Zum Wiedereinstieg der Figur der Jutta Adler wurde bei Hinter Gittern erstmals eine Rückblickepisode entwickelt. In dieser Episode treten von der durchgehenden Besetzung alleinig Katy Karrenbauer als Walter sowie Claudia Loerding als Jutta Adler auf, die sich zusammen an vergangene Momente in Reutlitz erinnern. Hauptsächlich erinnern sie sich an Jörg Baumanns Machenschaften sowie dessen Ermordung. Während ihrer Unterhaltungen werden immer wieder Szenen aus vergangenen Folgen eingeblendet, die die Erzählungen von Jutta und Walter bildlich unterstützen.

## Besetzung
Die Besetzung von Hinter Gittern trat in der dreizehnten Staffel folgendermaßen in Erscheinung:

### Insassinnen
| Rollenname                                   | Schauspieler        | Folgen                                               | Anzahl    | Bemerkungen und Rollenentwicklung in Staffel 13 |
| -------------------------------------------- | ------------------- | ---------------------------------------------------- | --------- | --- |
| Christine „Walter“ Walter                    | Katy Karrenbauer    | 307–315 (& 312a), 317–318, 322–324, 327–332          | 21 Folgen | Karrenbauer verkörpert ebenfalls Walters Bruder Andreas als Gastrolle Schwester von Andreas. Gefangenensprecherin. One-Night-Stand von Ines. Flieht aus Reutlitz und erfährt in Freiheit von Andreas Ermordung. Kommt nach Reutlitz zurück, um Ines den Mord an Andreas nachzuweisen. Gilt unschuldig als Hauptverdächtige im Mordfall von Ines Fürbringer. |
| Ilse Wünsche geb. Brahms                     | Christiane Reiff    | 307–314, 319–320, 323–330                            | 18 Folgen | Küchenhilfe, nach Kims Entlassung Köchin in der JVA. |
| Paula Vogel                                  | Claudia Kühn        | 308–311, 313–316, 321–329, 331                       | 18 Folgen | Gewalttätige Insassin in Reutlitz. Männliches Erscheinungsbild aufgrund von Steroidmissbrauchs. Beginnt eine Konfiserieausbildung in Reutlitz. |
| Melanie „Mel“ Schmidt                        | Sigrid Schnückel    | 307–308, 314–318, 321–324, 327–331                   | 16 Folgen | Ehefrau von Mike Michalke. Trennt sich von Mike. Kommt kurzzeitig auf Station C, wird dort von Brock misshandelt und versucht zu fliehen. |
| Heidrun „Fisch“ Fischer                      | Aline Staskowiak    | 311, 315–324, 326–327, 329, 331–332                  | 16 Folgen | Tochter von Natascha und Eberhard. Kommt auf Station C und wird dort von Edgar Brock missbraucht. Versucht mit Mel zu fliehen. Beginnt eine Lehre bei David Willborn als Konfisseurin. Wird nach dem Tod ihres Vaters alkoholabhängig. |
| Britta Jansen                                | Stephanie Japp      | 307–308, 311–312, 317–318, 322–325, 327–331          | 15 Folgen | Ex-Ehefrau von Hendrik. Mutter von Erik und Sebastian. Wird unschuldig für die Tat ihres Ex-Manns belangt und landet als Insassin in Reutlitz. Wird dort Opfer der Intrigen und Schikanen von Hendrik. Beginnt eine Affäre mit David und wird entlassen, nachdem ihre Unschuld bewiesen wurde und zieht zu ihren Eltern und Kindern nach Florida.           |
| Andrea Burgschulte †                         | Jana Becker         | 309–316, 319–322, 329, 331–332                       | 15 Folgen | Adoptivschwester von Maja. Produziert mit Hilfe von Annika Falschgeld in Reutlitz. Flüchtet aus Angst vor Natascha und wird auf ihrer Flucht von Nataschas Helfer getötet. |
| Ines Führbringer †                           | Freya Trampert      | 308–310, 313–314, 317–318, 323–324, 326–327, 329–330 | 13 Folgen | 2. Darstellerin der Rolle (wurde in Staffel 12 von Anna Holmes verkörpert) One-Night-Stand von Andreas und Walter. Kommt nach Reutlitz wegen Diebstahl. Hat von Gomulka den Auftrag Walter zu ermorden. Wird von Walter unschuldig des Mordes an Andreas beschuldigt und tyrannisiert. Verkauft illegal Alkohol in Reutlitz. Wird von Natascha umgebracht.  |
| Jeanette Bergdorfer                          | Christine Schuberth | 309–312, 317–318, 321–325, 330                       | 12 Folgen | Wird entlassen und beginnt eine Liebelei zu ihrer Jugendliebe Toni, der sie unschuldig wegen illegalem Glücksspiel erneut nach Reutlitz bringt. |
| Ursula „Uschi“ König                         | Barbara Freier      | 317–320, 325–326, 328–332                            | 11 Folgen | Zunächst ehrenamtliche Sozialarbeiterin in Reutlitz. Ex-Ehefrau von Dr. Lorenz Strauß. Trennt sich von ihrem Ehemann und will Lorenz und Jutta aus Eifersucht mit einem Autounfall umbringen. Wird wieder Insassin, als herauskommt, dass Lorenz ihre Atteste zur Haftunfähigkeit gefälscht hat.                                                            |
| Nancy Konnopke                               | Livia S. Reinhard   | 311–312, 317–318, 321–322, 328–330                   | 9 Folgen  | Cousine von Kalle. Geistig zurückgeblieben. Leidet an Diabetes und geht deshalb für kurze Zeit in eine Suchtklinik für Essgestörte. |
| Stefanie „Steffi“ Gessler                    | Isabelle Stoffel    | 316–321                                              | 6 Folgen  | Mutter von Minnie. Ex-Freundin von Daniel. HIV-Infiziert. Küchenhilfe. Kommt aus der Drogenentzugsstation zurück. Lässt sich nach München zu Minnie und ihrer Pflegefamilie verlegen. |
| Wilhelmina Makhubela alias Wilhelmina Müller | Dennenesch Zoudé    | 322–324, 326, 328–329                                | 6 Folgen  | Illegale Einwanderin. Lebt anonym in Deutschland, um nicht abgeschoben zu werden. Zunächst Insassin auf Station A, wird auf Station B verlegt. Absolviert eine Konfiserieausbildung bei David Willborn. |
| Natascha Sanin                               | Susann Uplegger     | 325, 329–332                                         | 5 Folgen  | Unberechenbare Russin. Leitet diverse kriminelle Geschäfte, bringt Ines Führbringer um und beauftragt den Mord an Andrea Burgschulte. |
| Alexandra „Sascha“ Mehring                   | Barbara Sotelsek    | 309–312                                              | 4 Folgen  | Lesbisch. Freundin von Kerstin. Stellt sich durch ein Getränk tot und beginnt in Freiheit mit Kerstin ein neues Leben. |
| Kathleen „Kalle“ Konnopke                    | Isabelle Höpfner    | 309–312                                              | 4 Folgen  | Cousine von Nancy. Beginnt einen Amoklauf und nimmt Birgit als Geisel, woraufhin sie ihr Baby verliert. Wird nach Preekow gebracht. |

### Gefängnispersonal
| Rollenname               | Schauspieler        | Folgen                                           | Anzahl    | Bemerkungen und Rollenentwicklung in Staffel 13 |
| ------------------------ | ------------------- | ------------------------------------------------ | --------- | --- |
| Miriam Overberg          | Cornelia Schindler  | 307–316, 319–320, 323–324, 327–332               | 20 Folgen | Anstaltsleiterin. Gute Freundin von Birgit. Bekommt nach diversen Fehlern im Amt von Dr. Kaltenbach die Kündigung als Anstaltsleiterin nahegelegt. |
| Sybille „Möhrchen“ Mohr  | Heidi Weigelt       | 307–308, 311, 313–314, 317–320, 322–323, 325–332 | 19 Folgen | Sekretärin der Anstaltsleitung. |
| David Wilborn            | Jost Pieper         | 309–312, 317–318, 321–332                        | 18 Folgen | Schließer. Freund von Britta Jansen. Konfiserieausbilder von Fisch, Wilhelmina und Paula. |
| Hendrik Jansen           | Ulrich Drewes       | 307–308, 311–312, 319–322, 324–331               | 16 Folgen | Früherer Anstaltsleiter. Zum Staffelbeginn wieder Stationsleiter, später Schließer. Ex-Ehemann von Britta. Vater von Erik und Sebastian. Ex-Freund von Annika. Wird entlassen und festgenommen, als herauskommt, dass er den Unfall begangen hat und Britta unschuldig ins Gefängnis gebracht hat.              |
| Jutta Elisabeth Adler    | Claudia Loerding    | 312a–313, 317–321, 323–326, 328–332              | 16 Folgen | Frühere Anstaltsleiterin. Schließerin, später Stationsleiterin. Kommt aus der Karibik zurück nach Reutlitz. Hilft Walter ihre Unschuld zu beweisen. Wird von Dr. Kaltenbach aufgrund von Befangenheit im Dienst entlassen.                                                                                      |
| Peter Kittler            | Egon Hofmann        | 307–311, 313–316, 321–322, 327–329               | 14 Folgen | Schließer. Ex-Ehemann von Ming Lhai. |
| Gertrud „Trude“ Schiller | Karin Oehme         | 308, 313–321, 323–324, 331–332                   | 14 Folgen | Schließerin. Ex-Ehefrau von Hubert. Mutter von Annika Schiller. Ausbilderin von Annika Jesske. |
| Birgit Schnoor           | Uta Prelle          | 311–313, 317–318, 321–326, 330–332               | 14 Folgen | Stellvertretende Anstaltsleiterin. Leidet unter einer Fehlgeburt und fällt krankheitsbedingt für einige Zeit aus. |
| Ulrich Haller            | Ulrich Wohlleben    | 307–310, 313, 315–316, 319, 321–324, 327         | 13 Folgen | Kleinrolle Schließer. |
| Edgar Brock              | Leon Boden          | 307–308, 313–321, 329–330                        | 13 Folgen | Sadistischer Schließer. Veranstaltet Kämpfe um das Essen auf Station C. |
| Annika Jesske            | Sylwia von Wildburg | 313–316, 319–325, 331–332                        | 13 Folgen | Auszubildende Schließerin. Ex-Freundin von Hendrik. Gute Freundin von Andrea. Produziert mit Andrea illegal Falschgeld in der JVA. Wird von Jutta festgenommen. |
| Kim Krause               | Judith Hildebrandt  | 316–317, 319–324, 326–327                        | 10 Folgen | Anstaltsköchin. Beginnt ohne Kocherfahrung mit gefälschten Zeugnissen. Bekommt von Steffi Unterstützung, sodass ihr Schwindel nicht auffliegt. Wird von Ines damit erpresst, ihr Geheimnis zu verraten, damit Kim Alkohol in die Anstalt schmuggelt. Wird aufgrund von Alkoholschmuggels schließlich entlassen. |
| Dr. Lorenz Strauß        | Rainer Goernemann   | 317–320, 325–326                                 | 6 Folgen  | Ehemaliger Anstaltsarzt und Anstaltsleiter. Beginnt nach seiner Kündigung erneut als Anstaltspsychologe. Ehemann von Uschi. Trennt sich von Uschi und verlässt nach einem Mordanschlag von Uschi an Jutta und ihm die Stadt.                                                                                    |
| Jens Neumaier            | Klaus Funke         | 327–330, 332                                     | 5 Folgen  | Kleinrolle Schließer. |
| Dr. Kerstin Herzog       | Meike Schlüter      | 309–312                                          | 4 Folgen  | Anstaltsärztin. Saß unschuldig in Haft. Freundin von Sascha. Täuscht Saschas Tod vor und beginnt mit ihr in Freiheit ein neues Leben. |
| Bertram Bleiming         | Benedikt Schörnig   | 317–318                                          | 2 Folgen  | Schließer. |
| Dr. Evelyn Kaltenbach    | Franziska Matthus   | 331–332                                          | 2 Folgen  | Staatssekretärin. Kommt aufgrund mehrfacher unerfreulicher Ereignisse nach Reutlitz, um Miriam die Kündigung nahezulegen. |
| Dr. Salbach              | Norbert Braun       | 328                                              | 1 Folge   | Anstaltsarzt. Nachfolger von Dr. Kerstin Herzog. |

### Angehörige
| Rollenname                                                    | Schauspieler        | Folgen                     | Anzahl   | Bemerkungen und Rollenentwicklung in Staffel 13 |
| ------------------------------------------------------------- | ------------------- | -------------------------- | -------- | --- |
| Mike Michalke                                                 | Tino Blazejewski    | 307–308, 314–316, 321      | 6 Folgen | Bruder von Lizzy. Ehemann von Melanie. Kauft Peters Imbiss ab. Trennt sich von Melanie. |
| Sebastian Jansen                                              | Lennard Großmann    | 311–312, 322, 325, 327–328 | 6 Folge  | Sohn von Hendrik und Britta. Bruder von Eric. Zieht zu seinen Großeltern nach Florida. |
| Eric Jansen                                                   | Sven Weinkauf       | 307, 311–312, 327–328      | 5 Folge  | Sohn von Hendrik und Britta. Bruder von Sebastian. Zieht zu seinen Großeltern nach Florida. |
| Natascha Fischer                                              | Heike Ludwig        | 311, 316, 322–323          | 4 Folgen | Mutter von Fisch. Ehefrau von Eberhard. Verlässt nach Eberhards Tod Deutschland in Richtung Russland. |
| Anwalt Jacobi                                                 | Dieter Matthes      | 329–332                    | 4 Folgen | Korrupter Anwalt von Natascha Sanin. |
| Erich Gomulka †                                               | Andreas Conrad      | 309, 313–314               | 3 Folgen | Affäre von Ines. Mörder von Andreas. Wird von Johnny ermordet. |
| Hanno „Johnny“ Mathiesen                                      | Sascha Gluth        | 314–315, 317               | 3 Folgen | Guter Freund von Andreas. Trifft Walter am Grab von Andreas. Bringt Erich Gomulka um und taucht unter. |
| Anton „Toni“ Kornbichler                                      | Werner Opitz        | 323–325                    | 3 Folgen | Ex-Liebelei von Jeanette. Verantwortlich für ihren Gefängnisaufenthalt. Benutzt Jeanette nach ihrer Entlassung und schiebt die illegalen Glücksspiele Jeanette in die Schuhe. |
| Ming Lhai Kittler                                             | Mey Lan Chao        | 307–308                    | 2 Folgen | 2. Darstellerin der Rolle (wurde in vorherigen Staffel von Young-Shin Kim verkörpert) Ehefrau von Peter Kittler. Prostituiert sich aus Geldgründen unter anderem mit Edgar Brock. Wird daraufhin von Peter verlassen.                                                                |
| Toast                                                         | Alexander Gamnitzer | 313–314                    | 2 Folgen | Handlanger von Gomulka. |
| Jasmin „Minnie“ Gessler                                       | Hanna Luise Winter  | 319–320                    | 2 Folgen | Tochter von Steffi und Daniel. Findet eine Pflegefamilie in München. |
| Eberhard Fischer †                                            | Marko Lakobrija     | 322–323                    | 2 Folgen | Vater von Fisch. Ehemann von Natascha. Stirbt an einem Herzinfarkt. |
| Dr. Berneburg                                                 | Martin Becker       | 310                        | 1 Folge  | Staatsanwalt |
| Andreas Walter †                                              | Katy Karrenbauer    | 313                        | 1 Folge  | Karrenbauer verkörpert ebenfalls Andreas’ Schwester Christine Walter als Hauptrolle Bruder von Christine Walter. Seemann. One-Night-Stand von Ines. Wird in Staffel 12 bei einer Auseinandersetzung von Erich Gomulka erschossen und in Staffel 13 schließlich ermordet aufgefunden. |
| Kommissar Schnettler (in früheren Staffeln Kommissar Winkler) | Helge Bechert       | 313                        | 1 Folge  | Kriminalkommissar bei der Ermordung von Andreas Walter. |

### Todesfälle der Staffel
| Folge | Person             | Art des Todes          | Handlung |
| ----- | ------------------ | ---------------------- | --- |
| 308   | Herr Kaminski      | Autounfall             | Hendrik überfährt ihn betrunken und schiebt die Tat auf Britta. Herr Kaminski stirbt kurze Zeit später im Krankenhaus.                                                       |
| 314   | Erich Gomulka      | Erschossen             | Erich wird von Johnny erschossen, nachdem er Walter ermorden wollte. |
| 323   | Eberhard Fischer   | Herzinfarkt            | Der ohnehin herzkranke Vater von Fisch erleidet einen erneuten Herzinfarkt auf dem Gelände der JVA, kurz bevor er Fisch besuchen wollte. Er stirbt daraufhin im Krankenhaus. |
| 329   | Ines Fürbringer    | Kehle durchgeschnitten | Bei einem Handgemenge zwischen Walter und Ines kommt Natascha hinzu und schlitzt Ines kurzerhand die Kehle durch, sodass es so aussieht, als hätte Walter sie ermordet.      |
| 332   | Andrea Burgschulte | unklar                 | Andrea wird nach ihrer Flucht (außerhalb des Seriengeschehens) von Nataschas Helfern gestellt und getötet. Ihr Tod wird erst in der nächsten Staffel bekannt.                |